# 拉斯费尔德
拉斯费尔德（德語發音：[ˈraːsˌfɛlt]）是德国北莱茵-威斯特法伦州的一个市镇。总面积57.82平方公里，总人口10943人，其中男性5554人，女性5389人（2011年12月31日），人口密度189人/平方公里。